# هاند أون يور هارت
«هاند أون يور هارت» (بالإنجليزية: Hand on Your Heart)‏ أو «سلّم لي قلبك» هي أغنية للفنانة الأسترالية كايلي مينوغ من ألبومها الثاني إنجوي يورسيلف (1989). ومثل جميع أغانيها السابقة، كانت هذه الأغنية من إنتاج وتأليف فريق ستوك أيتكين واترمان. تم تسجيل الأغنية في لندن، من خلال جلسات تسجيل الألبوم. أصدرت الأغنية بوصفها الأغنية الرئيسية في الألبوم في 24 أبريل 1989. تلقت الأغنية مراجعات إيجابية من معظم نقاد الموسيقى، الذين اعتبروا أنها تسلط الضوء على الألبوم وأثنوا عليها بأنها قوية.
نجحت الأغنية على قوائم الأغاني، ووصلت إلى المرتبة الرابعة في موطنها أستراليا وأصبحت أيضا ثالث أغاني مينوغ التي تتبوء المركز الأول المملكة المتحدة،  كما وصلت أيضا المراكز العشرة الأولى في فرنسا وسويسرا وفنلندا واليابان.
أدت مينوغ الأغنية أيضا على بعض الجولات الموسيقية، بما فيها جولة الترويج لألبومات إنجوي يورسيلف، ريذم أوف لاف وأدخلت في جولة شوغيرل: ذا غريتيست هيتس وجولة هومكانينغ. الأغنية هي إحدى أشهر أغاني مينوغ والمعروفة بها حتى الآن. كانت الأغنية متاحة في طبعات محدودة على أغلفة 7×12 بوصة تضم أعمال فنية مختلفة في أستراليا عن إصدارات المملكة المتحدة. وفي عام 2006، أصدر المغني وكاتب الأغاني السويدي خوسيه غونزاليس نسخة من الأغنية بشكل أغنية منفردة. بلغت نسخته المركز 29 في المملكة المتحدة.